# Slaměný klobouk
Slaměný klobouk es una película cómica checoslovaca de 1971 dirigida por Oldřich Lipský, escrita por Miloš Macourek y protagonizada por Josef Kemr.
La película está basada en la obra de teatro de Eugène Labiche Un sombrero de paja de Italia, escrita en 1851.

## Reparto
- Milos Kopecký como Maurice Fadinard.
- Iva Janzurová como Helenka.
- Vladimír Menšík como Bernard Nonancourt.
- Stella Zázvorková como la tía Klotylda.
- Lubomír Kostelka como el tío Charles.
- Kveta Fialová como Anais Beauperthuis.
- Pavel Landovský como Emil, el oficial.
- Jirí Hrzán como el primo Bobin.
- Ilja Prachar como Albert Beauperthuis.
- Josef Kemr como Servant Felix.
- František Filipovský como Briand.
- Josef Hlinomaz como Boufon, un decorador.
- Jan Libícek como Durant, un decorador.
- Lubomír Lipský como el tío Vezinant.
- Jirí Lír.
- Ota Sklencka como Dubois.
- Karel Effa como el alcalde.
- Helena Ruzicková como la baronesa de Champigny.
- Zdena Hadrbolcová como Sarah.
- Jindriska Preisová como Kristyna.
- Miroslav Homola como el doctor Colassane.
- Jana Preissová como Virginie.
- Jitka Zelenohorská.
- Jaroslav Tomsa como Lackey.
- Viktor Ocásek.
- Jára Pospísil como un pianista.
- Jirí Menzel como Nissardi, el cantante.
- Josef Vytasil como Pascal,
- Jirí Hálek
- Jan Kraus como el mensajero.
- Ivo Gubel como Achille.
- Viktor Maurer como Gaston.
- Otto Budín.
- Karel Hábl.
- Maresová Luda.
- Lubomir Brincil como un policía.